# 31 Herculis
31 Herculis är en vit stjärna i Herkules stjärnbild.
Stjärnan har visuell magnitud +7,11 och kräver fältkikare för att kunna observeras. Den befinner sig på ett avstånd av ungefär 410 ljusår.